# Кубок Ісландії з футболу 2005
Кубок Ісландії з футболу 2005 — 46-й розіграш кубкового футбольного турніру в Ісландії. Переможцем вдев'яте став Валюр.

## Календар
| Раунд        | Дата                      | Матчі | Клуби   |
| ------------ | ------------------------- | ----- | ------- |
| Перший раунд | 17-20 травня 2005         | 13    | 61 → 48 |
| Другий раунд | 31 травня - 1 червня 2005 | 16    | 48 → 32 |
| 1/16 фіналу  | 7-20 червня 2005          | 16    | 32 → 16 |
| 1/8 фіналу   | 4-5 липня 2005            | 8     | 16 → 8  |
| 1/4 фіналу   | 16-21 липня 2005          | 4     | 8 → 4   |
| 1/2 фіналу   | 3-4 серпня 2005           | 2     | 4 → 2   |
| Фінал        | 24 вересня 2005           | 1     | 2 → 1   |

## 1/8 фіналу
| Команда 1                | Рахунок      | Команда 2      |
| ------------------------ | ------------ | -------------- |
| 4 липня 2005             |              |                |
| Вікінгур (Рейк'явік) (2) | 3:3 пен. 5:6 | КР             |
| Акранес                  | 2:1 дч       | Брєйдаблік (2) |
| Валюр                    | 5:1          | Гаукар (2)     |
| 5 липня 2005             |              |                |
| Гапнарф'ярдар            | 3:1          | Акурейрі (2)   |
| Тор (2)                  | 0:3          | Фрам           |
| Гріндавік                | 0:1          | Фількір        |
| Коупавогур (2)           | 1:0          | Кеплавік       |
| Вестманнаейя             | 3:2          | Нярдвік (3)    |

## 1/4 фіналу
| Команда 1      | Рахунок | Команда 2    |
| -------------- | ------- | ------------ |
| 16 липня 2005  |         |              |
| Гапнарф'ярдар  | 5:1 дч  | Акранес      |
| 20 липня 2005  |         |              |
| Коупавогур (2) | 0:2     | Фількір      |
| 21 липня 2005  |         |              |
| Фрам           | 2:1 дч  | Вестманнаейя |
| КР             | 1:2     | Валюр        |

## 1/2 фіналу
| Команда 1     | Рахунок      | Команда 2     |
| ------------- | ------------ | ------------- |
| 3 серпня 2005 |              |               |
| Фрам          | 2:2 пен. 7:6 | Гапнарф'ярдар |
| 4 серпня 2005 |              |               |
| Валюр         | 2:0          | Фількір       |

## Фінал
| 24 вересня 2005 |

| Валюр             | 1:0      | Фрам |
| ----------------- | -------- | ---- |
| Адалстейнссон 52' | Протокол |      |

| Лаугардалсволлур, Рейк'явік Глядачів: 5 162 Арбітр: Олафур Рагнарссон |